# Thetidia
Thetidia is een geslacht van vlinders van de familie spanners (Geometridae), uit de onderfamilie Geometrinae.

## Soorten
- T. albocostaria Bremer, 1864
- T. atyche Prout, 1935
- T. correspondens (Alpheraky, 1883)
- T. chlorophyllaria Hedemann, 1879
- T. kansuensis Djakonov, 1936
- T. plusiaria Boisduval, 1840
- T. sardinica (Schawerda, 1934)
- T. serraria Staudinger, 1892
- T. smaragdaria

Smaragdspanner (Fabricius, 1787)
- T. smaragdularia Staudinger, 1892
- T. undulilinea (Warren, 1905)
- T. volgaria Guenée, 1857